# رودري (لاعب كرة قدم مواليد 1979)
رودري (بالإسبانية: Rodri Gimeno)‏ هو لاعب كرة قدم إسباني في مركز الوسط، ولد في 21 سبتمبر 1979 في بلنسية في إسبانيا. لعب مع خيمناستيك طركونة ونادي ألباسيتي ب ونادي ألباسيتي ونادي إيركوليس ونادي كاستييون.

## وصلات خارجية
- رودري (لاعب كرة قدم مواليد 1979) على موقع قاعدة بيانات كرة القدم.إي يو (الإنجليزية)
- رودري (لاعب كرة قدم مواليد 1979) على موقع Soccerway.com (الإنجليزية)